# بادی کانت
بادی کانت (انگلیسی: Body Count) یک گروه هوی متال آمریکایی از لس آنجلس، کالیفرنیا است که در سال ۱۹۹۰ تشکیل شد.